# Valderedo
Valderedo o Valdefredo fue un eclesiástico visigodo contemporáneo de los reyes Ervigio y Égica, obispo de Zaragoza a finales del siglo VII. 
Consta su existencia por su participación en el XIII Concilio de Toledo celebrado en el año 683, en el que estuvo representado por el abad Freidebaldo, 
y por su presencia en el XV Concilio de Toledo del 688, 
en el III de Zaragoza del 691 
y en el XVI de Toledo del 693.
| Predecesor: Tayo | Obispo de Zaragoza Antes de 683 – Después de 693 | Sucesor: ? |